# 2020年襄汾饭馆坍塌事故
2020年襄汾坍塌事故，应急管理部命名为山西省临汾市襄汾县“8·29”重大坍塌事故，是2020年8月29日上午9时40分左右發生在中國山西省臨汾市襄汾县陶寺乡陈庄村的一起飯店倒塌事故，造成29人遇难，7人重伤，21人轻伤。

## 事故
2020年8月29日上午9时40分，临汾市襄汾县陶寺乡陈庄村聚仙饭店正舉辦一場慶祝一名八十歲老人李培厚生日的寿宴，飯店為兩層樓建築。突然飯店一樓宴會廳屋顶發生坍塌，最終連帶二樓一起坍塌。飯店所在的建築建于1982年，屬於村民自建房，而該建築涉嫌違章改造，原本一層樓的建築被私自加蓋至兩層。
事故發生後，国务院安全生产委员会对该起事故实行挂牌督办。应急管理部、住房和城乡建设部和国家卫生健康委员会派出工作组赶赴事故现场。中共山西省委常委、常務副省長胡玉亭及副省長賀天才來到現場指揮救援。山西派出840名救援人员、大型救援装备车辆20余辆、救护车15辆、医护人员100余人前往事故現場救援。山西省人民政府對山西全省范围内开展房屋建筑和人员聚集场所安全专项检查。
截至8月30日上午3时52分，事故抢险救援工作结束，共搜救出57名被埋人员，其中29人遇难，7人重伤，21人轻伤。慶生的老人李培厚成功獲救，並錄製視頻表達歉意。其妻則遇難。其他受傷人員分別送往襄汾县人民医院、襄汾县中医医院、临汾市人民医院和临汾市中心医院4家医院進行治療。山西省卫生健康委员会党组成员、副主任张波带领山西省2个专家组一行10人前往4家醫院救治傷者。

## 调查
9月3日，襄汾县公安局发布消息称，聚仙饭店负责人祁某华因涉嫌过失以危险方法危害公共安全罪被刑事拘留。
2021年8月16日，山西省应急管理厅发布了事故调查报告，认定是一起因违法违规占地建设，且在无专业设计、无资质施工的情形下，多次扩建，建筑物存在严重缺陷，导致在经营活动中部分建筑物坍塌的生产安全责任事故。事故直接原因是饭店建筑结构整体性差，经多次违规加建后，承重砖柱及北楼二层屋面荷载严重超载，同时不排除强降雨影响，最终导致整体坍塌。
事故涉及的41名公职人员，被给予党纪政务处分或诫勉、批评教育、责令检查等处理措施。

## 审判
2022年4月29日，山西省襄汾县人民法院对此案一审公开宣判，对聚仙酒家投资人、经营者祁建华以重大责任事故罪判处有期徒刑七年，被告人当庭表示认罪悔罪、不上诉。